# Gharbi
L'illa de Gharbi (àrab: جزيرة غربي, jazīrat Ḡarbī) és una de les illes que formen el grup dels Quèrquens (Qerqenna). La ciutat principal n'és Mellita, al centre de l'illa; a la costa oest se situa Sidi Yousef, amb un petit port turístic. La punta sud és el cap Ras Es Semoun. Una carretera uneix l'illa amb la de Chergui, entrant per Ouled Yaneg i dona pas al complex turístic de Sidi Fredj.

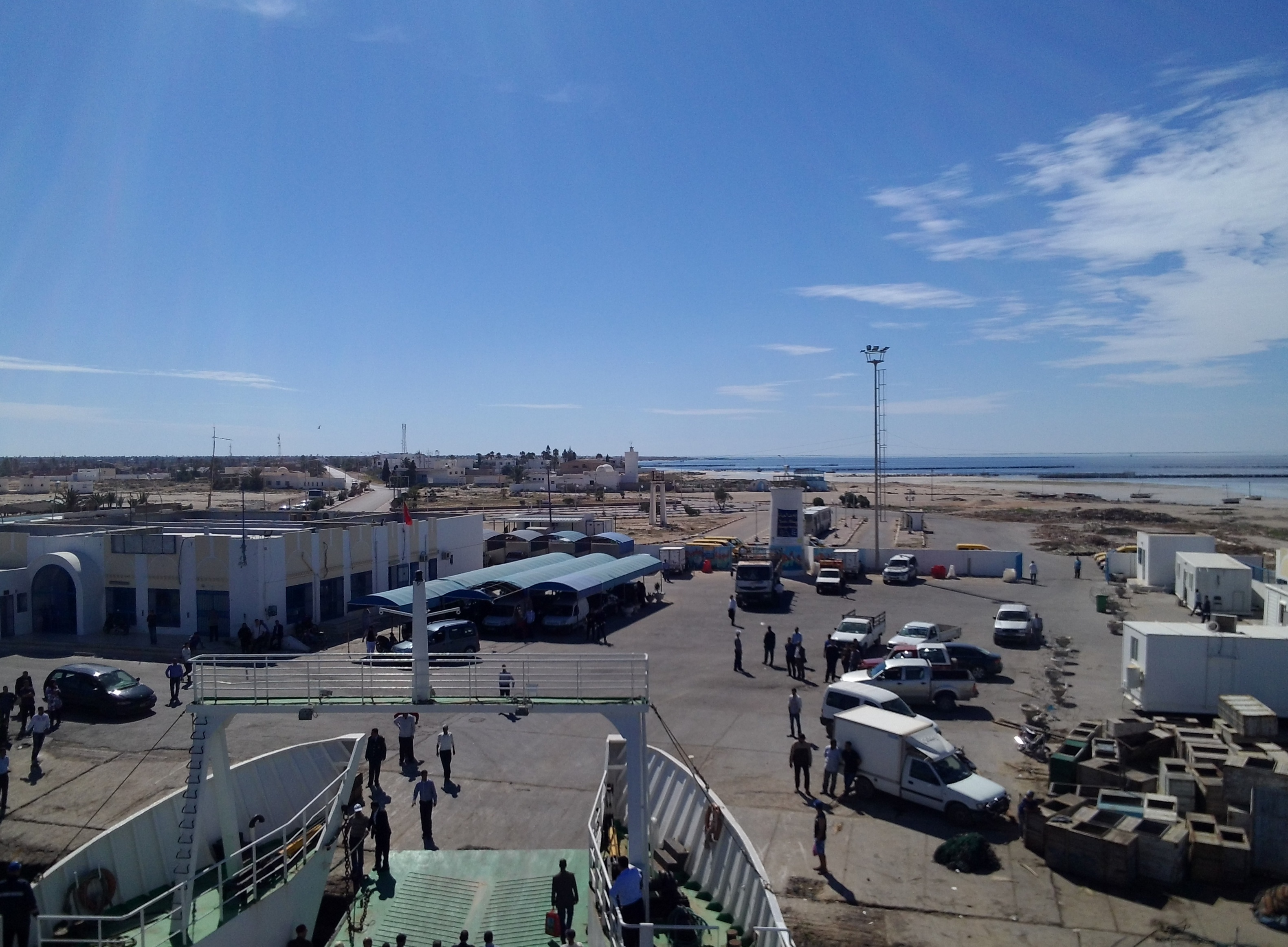
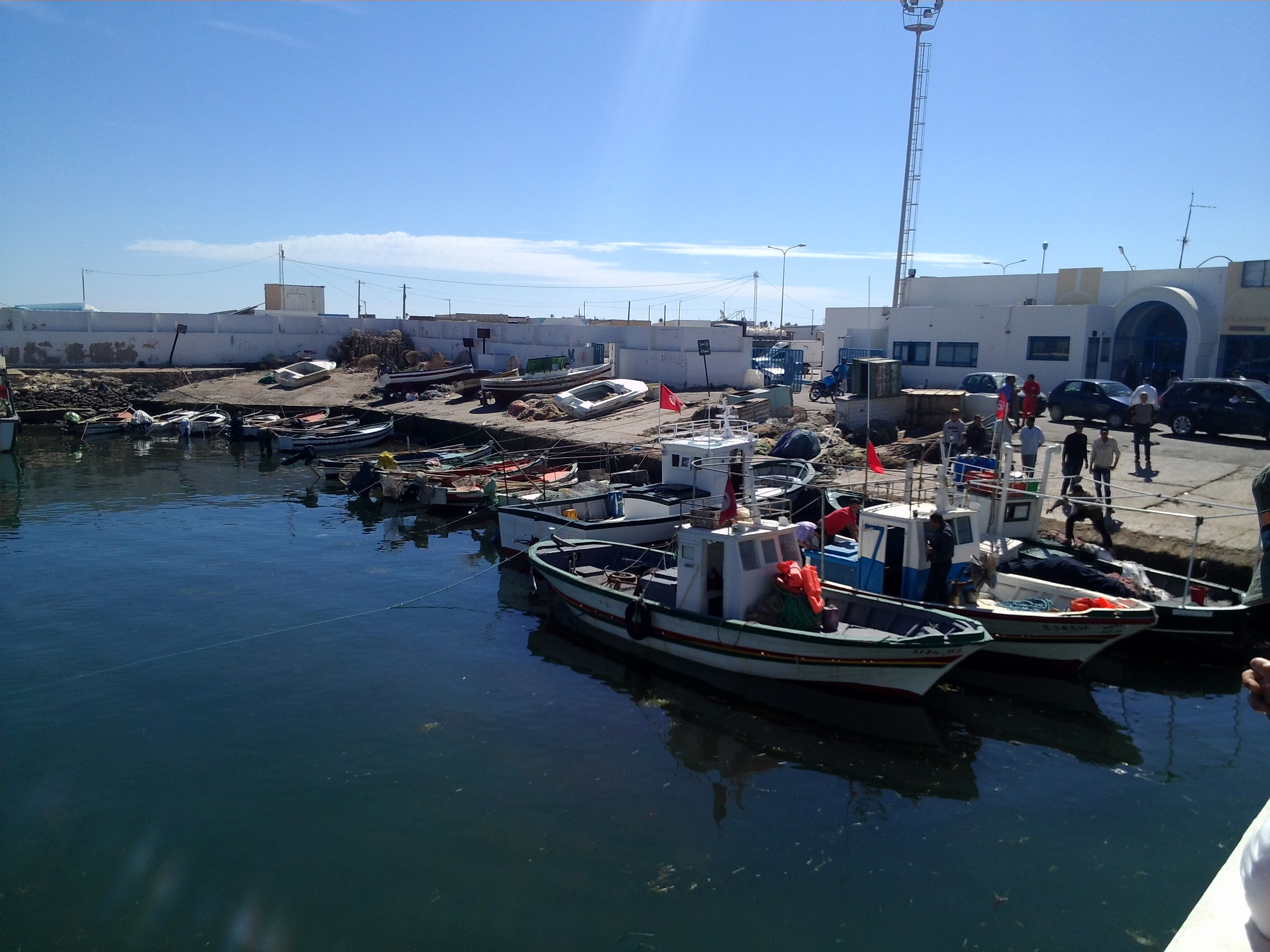
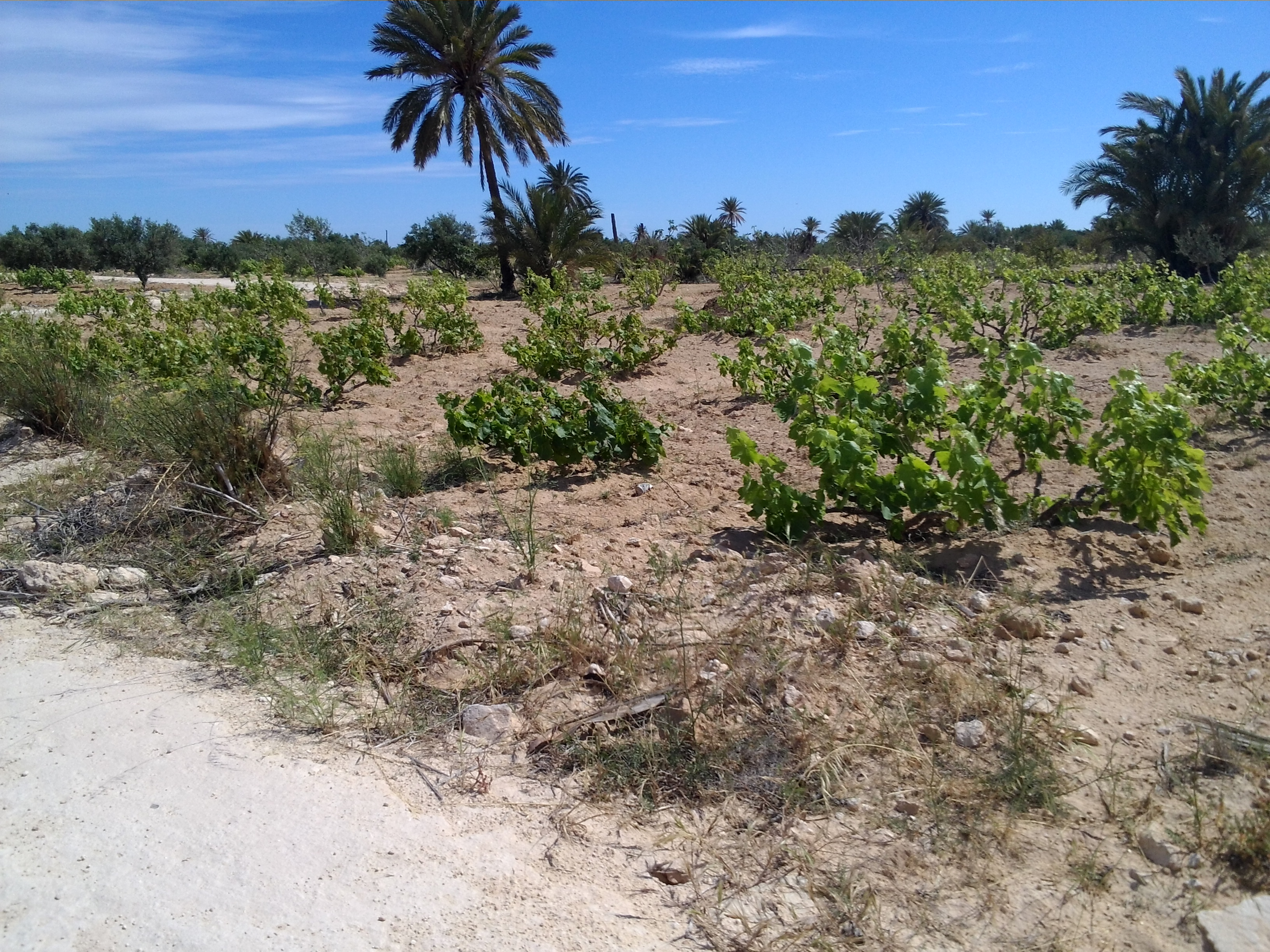
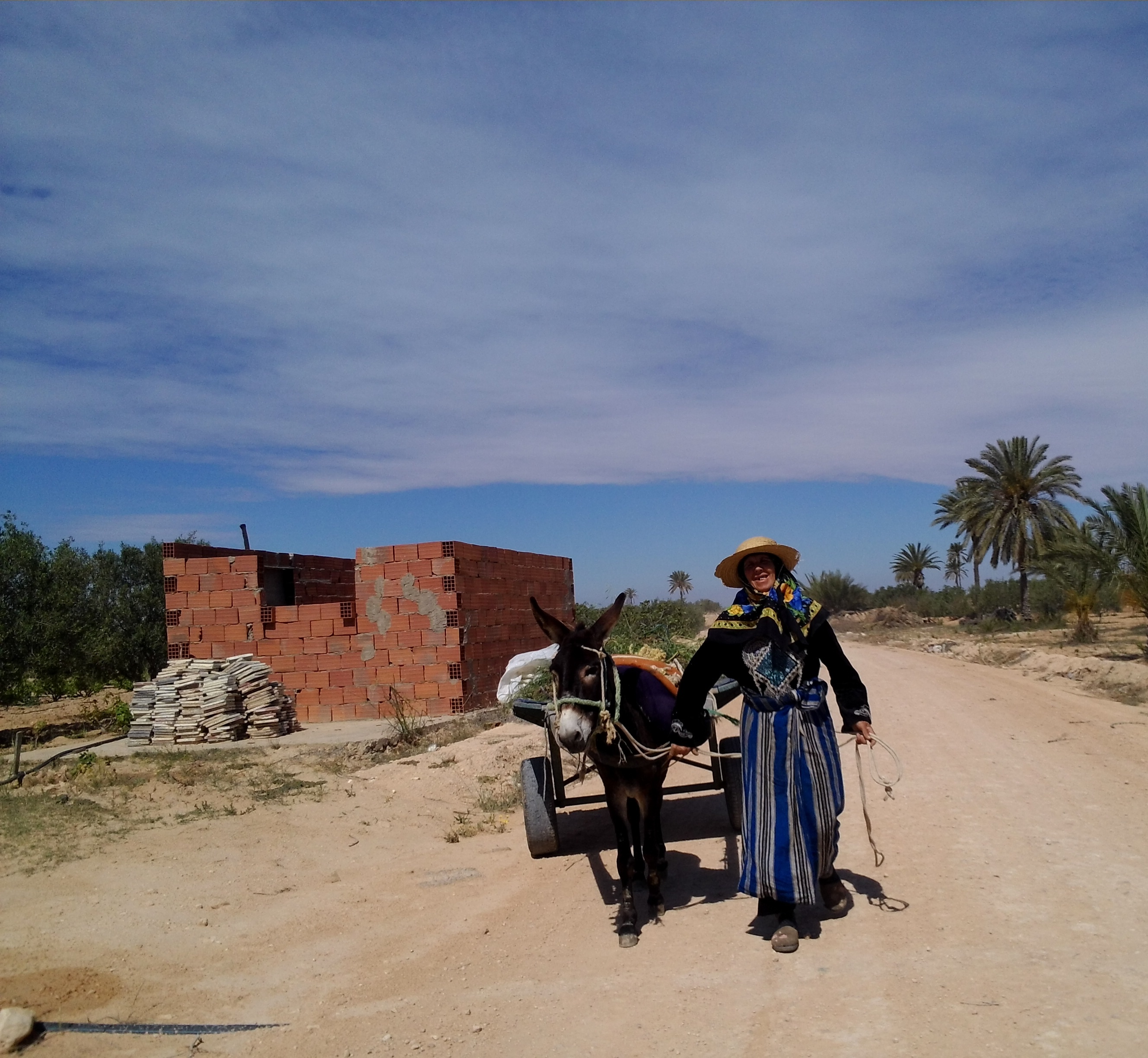